# Internationales Heliophysikalisches Jahr
Das Jahr 2007 wurde zum Internationalen Heliophysikalischen Jahr (International Heliophysical Year, IHY) erklärt. Dies beschloss die Generalversammlung der Vereinten Nationen per Resolution 60/99 vom 8. Dezember 2006.
Das IHY war die konsequente Fortschreibung des Internationalen Geophysikalischen Jahres 1957 (IGY), das sich 2007 zum 50. Mal jährte. Die Forschungsaktivitäten werden auf die Sonne und die Heliosphäre erweitert, also auf den Bereich des Weltraums, der durch das von der Sonne ausgehende heiße, ionisierte Gas (das Plasma des Sonnenwindes) dominiert ist.
Die Ziele des IHY, das am 19. Februar 2007 in Wien offiziell eröffnet wurde, waren:
1. Verbesserung des Verständnisses heliophysikalischer Prozesse, die den Einfluss der Sonne auf die Erde und die Heliosphäre bestimmen.
2. Ausbau internationaler Zusammenarbeit in der Tradition des Internationalen Geophysikalischen Jahres 1957.
3. Veranschaulichung der Relevanz von Erd- und Weltraumforschung für die Gesellschaft sowie die Inspiration zukünftiger Forscher.

## Ausstellung
Die Wanderausstellung „Das Reich der Sonne - Heimat der Menschheit“ war von Wissenschaftlern führender deutscher Forschungseinrichtungen, Universitäten und der Europäischen Weltraum-Agentur zusammengestellt. Zu sehen waren Weltrauminstrumenten, wissenschaftlichen Simulationen und allgemein verständlichen Erläuterungen. Die Ausstellung wurde durch Gemälde der Künstlerin Indira Heber-Novkinic ergänzt.
Die Ausstellung wurde deutschlandweit in vielen Planetarien gezeigt.

### Tourdaten

#### 2007
1. 3. April 2007 – 24. Juni 2007: Planetarium Bochum
2. 1. Juli 2007 – 16. September 2007: Planetarium Mannheim
3. September – Dezember 2007: Wilhelm-Foerster-Sternwarte e.V. mit Planetarium Berlin
4. 1. November 2007 – 7. Januar 2008: Mediendom der Fachhochschule Kiel

#### 2008
1. 1. November 2007 – 7. Januar 2008: Mediendom der Fachhochschule Kiel
2. Januar – März 2008: Nicolaus-Copernicus-Planetarium Nürnberg
3. April – Mai 2008: Carl-Zeiss-Planetarium Stuttgart
4. Mai – Juli 2008: Raumflug-Planetarium „Sigmund Jähn“ Halle
5. August – Oktober 2008: Raumflugplanetarium Cottbus
6. November 2008 – Januar 2009: Zeiss-Großplanetarium Berlin

#### 2009
1. November 2008 – Januar 2009: Zeiss-Großplanetarium Berlin
2. Frühjahr 2009: Planetarium Klagenfurt